# روجر قاولد (كاتب)
روجر قاولد (بالإنجليزية: Roger Gould)‏ هو كاتب سيناريو ورائد أعمال أسترالي، ولد في 4 أبريل 1957 في بريزبان في أستراليا.

## وصلات خارجية
- روجر غولد عل موقع إسبنسكروم (الإنجليزية)